# Gruvlehommane
Gruvlehommane är en dal i Antarktis. Den ligger i Östantarktis. Norge gör anspråk på området.